# Kościół św. Michała Archanioła w Cieklinie
Kościół św. Michała Archanioła – zabytkowy rzymskokatolicki kościół, znajdujący się w Cieklinie, w  województwie podkarpackim, w powiecie jasielskim, w gminie Dębowiec.
Kościół został wpisany do rejestru zabytków nieruchomych województwa podkarpackiego.

## Historia
Pierwszy drewniany kościół postawiono 1485 roku a konsekrowano w 1542. Drugi z drewna modrzewiowego wzniesiono 1631 roku, a poświęcono 3 września 1640 .

Budowa obecnego, według projektu Jana Sas-Zubrzyckiego trwała od 1897 do 1904 roku. Kościół poświęcono 14 października 1904 roku .

## Architektura
Budynek jest orientowany, neoromański, halowy, wzniesiony na planie krzyża łacińskiego, z ciosów kamiennych pochodzących z kamieniołomu z góry Cieklinki . Mury od zewnątrz wykonane są z kamienia, a od wewnątrz z cegły. Przy prezbiterium zakończonym półkoliście znajduje się kaplica otwarta na transept, a po stronie północnej zakrystia .
W fasadzie znajduje się wysoka wieża z kamienia, postawiona na planie kwadratu, nakryta iglicą z czterema wieżyczkami w narożach. Do wieży dostawiony jest portal bliźniaczy z centralnie umieszczoną rozetą. Nawa główna, transept, część prezbiterium, oraz przedsionek przy zakrystii nakryte są dachami dwuspadowymi, a nawy boczne, kaplica i zakrystia dachami pulpitowymi. Budynek częściowo oszkarpowany. Nawy boczne zamknięte są trójbocznymi apsydkami. Fragmenty łuków nadokiennych, wole oko apsydy, oraz gzymsy wykonane są z cegły. Na skrzyżowaniu nawy i transeptu umieszczono sygnaturkę. W budynku zastosowano sklepienia krzyżowe i krzyżowo-żebrowe .
Kamienna iglica jest wyjątkowym na polskim gruncie osiągnięciem technicznym.

## Wyposażenie
- Ołtarz główny według projektu Jana Sas-Zubrzyckiego[5];
- kamienna ambona w formie kielicha prawdopodobnie według projektu Sas-Zubrzyckiego[4] ;
- dwa kamienne portale do zakrystii i kaplicy.

Pozostałe wyposażenie (konfesjonały, ławki, boazeria) pochodzą z lat 20. XX wieku .

## Galeria zdjęć

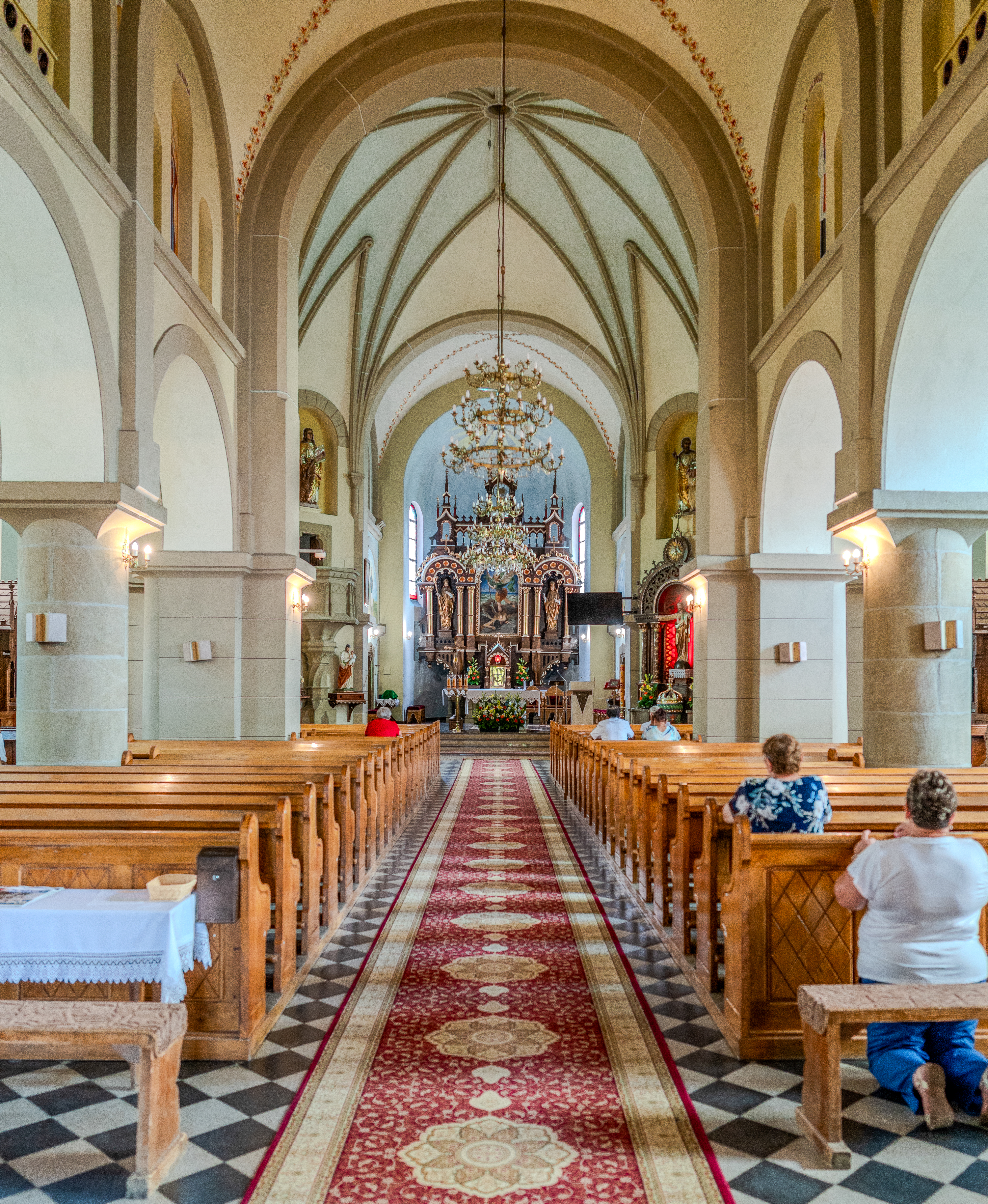
Nawa główna
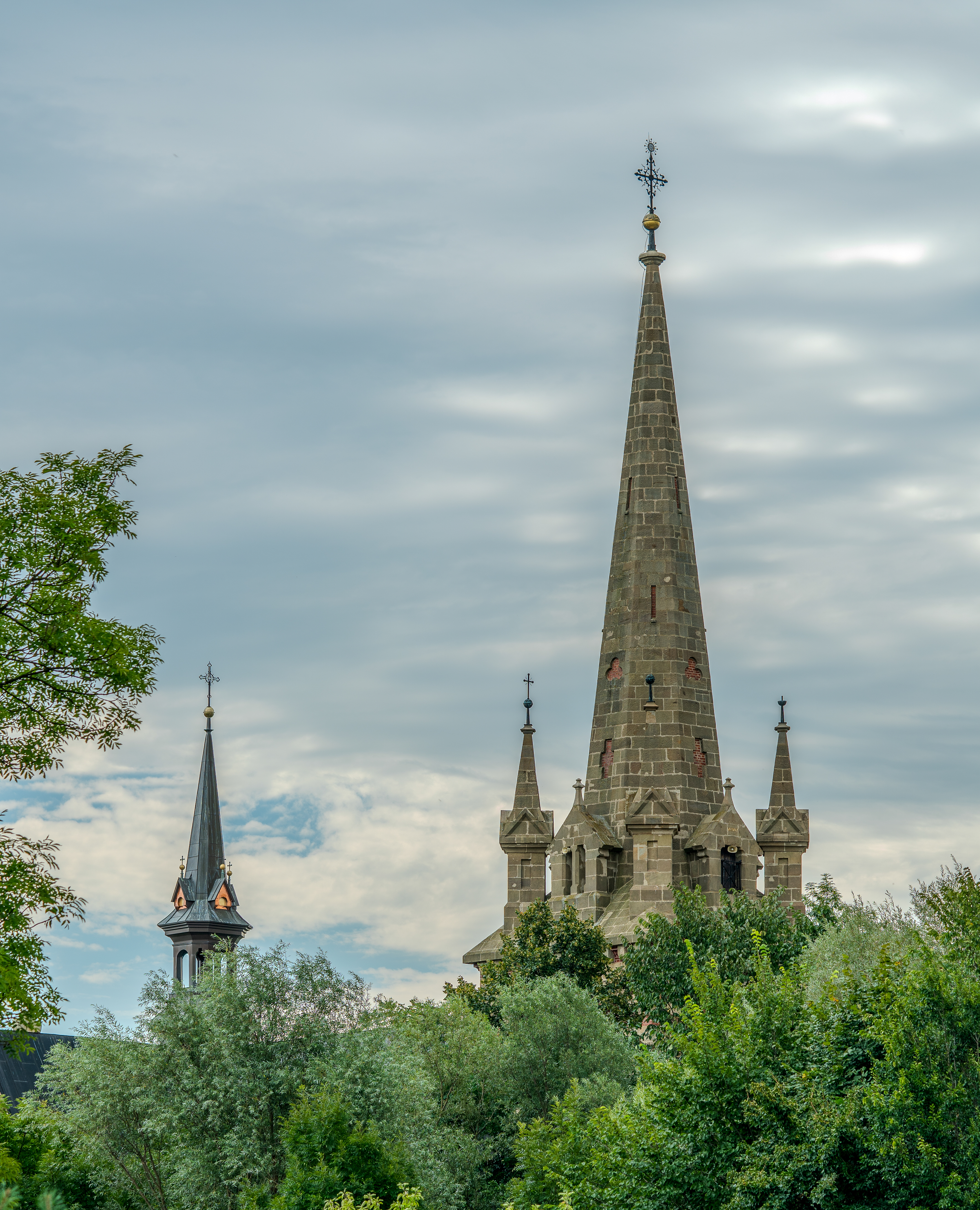
Kamienna iglica i sygnaturka
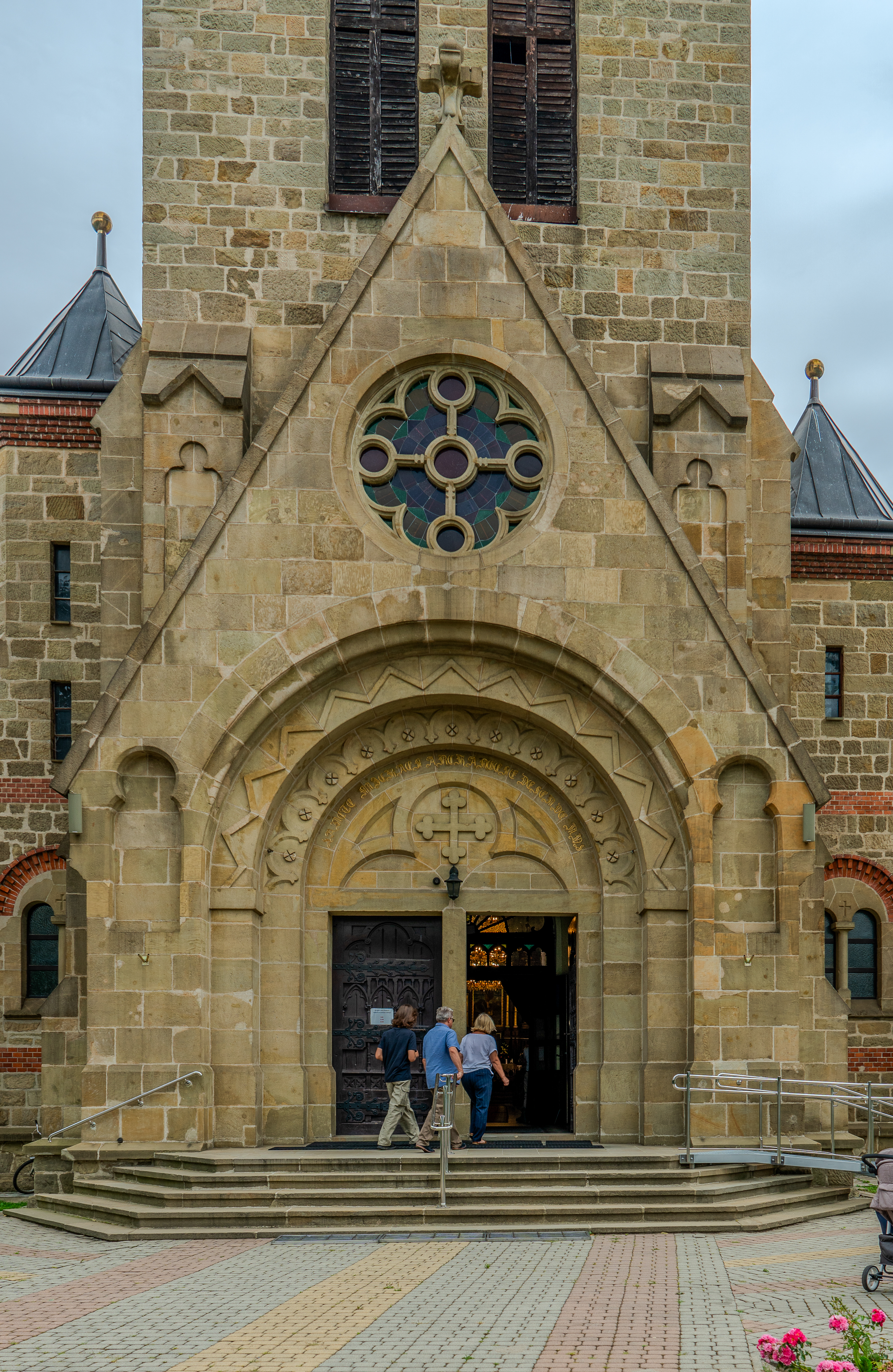
Portal bliźniaczy